# Ozbrojené síly Ukrajiny
Ozbrojené síly Ukrajiny (ukrajinsky Збройні сили України, Zbrojni syly Ukrajiny) mají v souladu s ukrajinskou ústavou za úkol obranu Ukrajiny, ochranu její svrchovanosti, územní celistvosti a nedotknutelnosti. Ozbrojené síly Ukrajiny (ZSU) zajišťují potlačení ozbrojené agrese proti Ukrajině a následný vojenský odpor proti ní, ochranu vzdušného prostoru státu a teritoriálních vod Ukrajiny, stejně jako účast v aktivitách zaměřených na boj proti terorismu.
V roce 2025 je tvořilo dle odhadu 730 tisíc aktivních vojáků. Země vzhledem k válečnému stavu během ruské invaze na Ukrajinu od roku 2022 výrazně navýšila svůj rozpočet na obranu; v roce 2025 by měla Ukrajina na obranu vydat v přepočtu zhruba 34,8 miliard dolarů, tedy přes 18 % svého HDP.
Ozbrojené síly Ukrajiny dlouhodobě spolupracují s NATO a zapojují se do misí Aliance.

## Historie
Po vyhlášení nezávislosti 24. srpna 1991 Ukrajina zdědila po SSSR jednu z nejsilnějších armád v Evropě, vyzbrojenou jadernými zbraněmi, a také na tu dobu moderními typy konvenční výzbroje i vojenské techniky.
Dne 24. srpna 1991 ukrajinský parlament schválil rozhodnutí o vzetí pod svou jurisdikci všechny vojenské jednotky Sovětské armády nacházející se na ukrajinském území a vytvoření klíčového pro chod státu Ministerstva obrany Ukrajiny. Pod jurisdikci Ukrajiny přešly: 14 divizí mechanizované pěchoty, 4 tankové a 3 dělostřelecké divize, a 8 dělostřeleckých brigád (9 293 tanků a 11 346 obrněných vozidel), 1 brigáda zvláštního nasazení, 9 brigád vojska protivzdušné obrany, 7 pluků bojových vrtulníků, 3 letecké armády (přibližně 1500 bojových letounů) a samostatná armáda protivzdušné obrany. Strategické jaderné síly nasazené na území Ukrajiny měly 1 272 mezikontinentálních balistických raket a zhruba 2 500 kusů taktických jaderných zbraní. V době vyhlášení ukrajinské nezávislosti se počet vojáků na Ukrajině pohyboval okolo 980 000 osob.
Obnovení ukrajinské armády v roce 1991 posloužilo k legalizaci vojenských ozbrojených sil, reorganizaci vojenských struktur, vytvoření vhodných systémů řízení, zabezpečení a dalších položek nezbytných pro jejich provoz. Vznik Ukrajinské armády byl doprovázen významným snížením vojenských struktur, počtu zaměstnanců, zbraní a vojenského vybavení.
Dne 5. prosince 1994 se v maďarském hlavním městě Budapešti konala konference, na které byla Ukrajinou, Spojenými státy americkými, Velkou Británií a Ruskem podepsána smlouva (známá jako Budapešťské memorandum), jíž se Ukrajina jako první a jediná země na světě zavázala vzdát se svého jaderného arzenálu výměnou za garanci respektování ukrajinské nezávislosti, suverenity, územní celistvosti, zdržení se hrozby silou nebo použití síly proti Ukrajině výše zmíněnými státy. K 1. červnu 1996 se na ukrajinském území nenacházely žádné jaderné zbraně.

### Válka na východní Ukrajině
Po vítězství protestního revolučního hnutí Euromajdan v Kyjevě v únoru 2014 Rusko zahájilo vojenskou agresi proti ukrajinskému státu. Vzhledem k využití široké škály i nevojenských prostředků byly ruské operace označovány za hybridní válku.
Ukrajinské ozbrojené síly, tvořené především branci, ani politická reprezentace země nebyly na konflikt vůbec připraveny. Redukce neefektivní postsovětské armády ubírala nedostatkové zdroje, infrastruktura byla orientována zejména na západě země, armáda byla silně infiltrována Rusy a potýkala se s nedostatečným výcvikem, který odrazoval západní země od poskytování zbraní. Případnou obranu poloostrova Krym navíc komplikovala legitimní přítomnost minimálně 14-16 tisíc příslušníků ruského Černomořského loďstva v přístavu v Sevastopolu, který měli Rusové pronajatý nejméně do roku 2042.
Během obsazení Krymu ruskými tzv. zelenými mužíčky, které vzhledem k jejich profesionální výzbroji a výstroji tvořili zejména příslušníci ruských speciálních sil, byly místní ukrajinské vojenské a policejní posádky zablokovány na základnách a jejich opuštění bylo možné pouze za použití násilí. Ukrajinci však nedisponovali jasnými rozkazy, odpovídajícím vybavením ani dostatečnou morálkou, a Krym tak byl obsazen prakticky bez odporu.
Další fází ruské agrese bylo obsazování vládních a policejních budov proruskými aktivisty ve městech na Donbasu (Slovjansk, Kramatorsk a Bachmut). V reakci na to ukrajinská vláda 15. dubna 2014 vyhlásila tzv. protiteroristickou operaci, při které ukrajinské jednotky čelily nejen nepřátelsky naladěným civilistům, kteří například vlastním tělem bránili průjezd těžké techniky, ale i profesionálně vedeným přepadům ze strany povstalců.

#### Fenomén dobrovolnických jednotek
Na ukrajinské operaci se kromě pravidelné armády zpočátku podílely i dobrovolnické formace stojící mimo její oficiální strukturu. Vzhledem k panujícímu chaosu nebyla armáda připravená na nábor proukrajinských dobrovolníků (obvykle bývalých vojáků nebo policistů), ovšem vznik neoficiálních formací byl dle platných zákonů nelegální. Řada dobrovolníků přesto protizákonně a bez nároku na odškodnění za případné zranění nebo smrt bojovala po boku armády včetně speciálních sil zhruba půl roku, než došlo k legislativní úpravě.
Z dobrovolníků již na jaře 2014 vznikaly samostatné formace jako pluky Azov, Donbas, Kyjevská Rus nebo Ukrajina, finančně podporované zejména ukrajinskými oligarchy jako Ihor Kolomojskyj nebo Arsen Avakov. K dobrovolnickým formacím se kromě bývalých vojáků začali ve velkém přidávat zejména nacionalističtí fotbaloví fanoušci a zahraniční dobrovolníci, obvykle veteráni jiných válečných konfliktů, díky čemuž dobrovolníci již v prvních týdnech tvořili sílu o celkem 6-10 tisících mužů, zatímco pravidelná ukrajinská armáda měla podle analytiků bojeschopných pouze zhruba 6 tisíc mužů.
Přestože bojový přínos dobrovolníků byl v první fázi války zásadní, po prvních měsících bojů se začaly projevovat i negativní stránky, kdy jednotky kromě obrany územní integrity země začaly vynucovat i ekonomické zájmy svých podporovatelů z řad ukrajinských oligarchů, ohrožovat domácí i zahraniční ukrajinskou politiku a dopouštět se násilných trestných činů ve válečné zóně, které byly následně zveličovány ruskou propagandou. Největší pozornost zejména proruských médií získaly jednotky Azov a Pravý sektor, mezi jejichž bojovníky byli významně zastoupeni pravicoví extrémisté. Ukrajinská vláda si však problematickou úlohu dobrovolnických formací, které navíc vesměs odmítaly příměří s povstalci, uvědomovala, a proto je postupně začleňovala do oficiálních struktur - například Azov byl v listopadu 2014 přičleněn k Národní gardě a minimálně neskrývaní extrémisté postupně vyhozeni.

#### Modernizace armády
V létě 2014 se armádě a dobrovolníkům podařilo povstalce výrazně zatlačit do defenzívy, ovšem v září téhož roku povstalci, podporovaní těžkou technikou pravidelné ruské armády, přešli do protiútoku a uštědřili Ukrajincům těžké porážky v bitvě o Ilovajsk nebo později v bojích o Debalceve, které na ukrajinské straně vyvolaly rozsáhlé spory o odpovědnost. Zatímco ukrajinský generální štáb obviňoval z neúspěchu dobrovolníky, kteří měli opustit své pozice, ti naopak kritizovali špatnou komunikaci, nedostačné zásobování a chybějící posily.
Po následném podpisu druhé minské dohody se intenzita bojů snížila a umožnila ukrajinským ozbrojeným silám provést potřebnou modernizaci. Tehdejší prezident Petro Porošenko požádal o pomoc Západ a později byly přijaty strategické dokumenty směřující ke sladění standardů s NATO a označující Rusko jako bezpečnostní hrozbu. V roce 2021 byl stanoven desetiletý plán rozvoje a priorit, v němž byl důraz kladen zejména na speciální síly, dělostřelectvo a raketová vojska.
Ukrajina spustila řadu vlastních modernizačních projektů jako například raketomety Vilcha nebo modernizaci starších protivzdušných systémů, doplněnou nákupy v zahraničí jako v případě stovek protitankových střel Javelin z USA. Neméně důležitou součástí bylo navýšení armádního rozpočtu z 1,4 miliardy dolarů na téměř 5 miliard dolarů v předválečném roce 2021 a výrazná zahraniční pomoc ze zemí NATO v hodnotě jednotek miliard dolarů včetně společných cvičení.
Zásadní proměnou musely ukrajinské ozbrojené síly projít po personální stránce. Došlo k nahrazení zkostnatělého sovětského systému velení a větší odpovědnost za plnění úkolů byla přesunuta na nižší důstojníky, kteří zároveň získali větší pravomoci reagovat na aktuální situaci. Symbolem proměny armádního myšlení se stal v červenci 2021 nově jmenovaný náčelník generálního štábu Valerij Zalužnyj, který již neprošel sovětským vojenským vzděláváním a jako velitel brigády se zúčastnil bojů na východě Ukrajiny.
Na počátku roku 2022 byly vytvořeny Síly územní obrany Ukrajiny, složené z dobrovolníků a rezervistů, které měly v rámci své územní příslušnosti doplňovat profesionální armádu a ve válce dosáhnout počtu zhruba 120 tisíc příslušníků.

### Ruská invaze na Ukrajinu

#### Záchrana ukrajinského státu
Již na konci roku 2021 západní tajné služby varovaly před shromažďováním až 175 tisíc ruských vojáků poblíž hranic s Ukrajinou a možnou invazí. Přestože byla ukrajinská strana v polovině ledna 2022 ředitelem CIA Williamem J. Burnsem varována před hrozícím výsadkem ruských výsadkářů na letišti v Hostomeli poblíž Kyjeva, ukrajinské velení upíralo pozornost k Donbasu, kam před invazí odeslalo větší část posádky letiště i s těžkou technikou. Na místě zůstalo dislokováno pouze zhruba 300 vojáků, z nichž podstatnou část tvořili branci bez bojových zkušeností, přesto se jejich pohotová reakce na útok v úvodních hodinách invaze 24. února 2024, kdy dokázali zabránit ruským výsadkářům v rychlém obsazení letiště a přísunu posil, ukázala jako klíčová pro následnou bitvu o Kyjev, ale i průběh celé války.
Zatímco metropoli Kyjev i druhé největší město Charkov Ukrajinci dokázali proti přesile ubránit a následně invazní jednotky vytlačit i z celé Kyjevské oblasti, Rusové postupovali zejména v Luhanské oblasti a na jihu země, kde pronikli až k Mykolajivu a ohrožovali i Kryvyj Rih. Po týdnech bojů pak byl v květnu 2022 dobyt Mariupol, kde zůstali v obklíčení ukrajinští obránci včetně příslušníků pluku Azov. V létě a na podzim 2022 se však Ukrajincům podařilo vytlačit ruské síly ze západního břehu Dněpru včetně Chersonu a zároveň během mimořádně úspěšné protiofenzívy na východě Ukrajiny osvobodit zhruba 12 tisíc km2.

#### Poziční válka
Následně převzali iniciativu na bojišti Rusové a během zimy a jara 2023 za cenu značných ztrát, které měly dosahovat poměru k těm ukrajinským až 7:1, obsadili zejména město Bachmut. Náčelník ukrajinského generálního štábu Zalužnyj, který prosazoval dřívější stažení obránců, se však kvůli obraně města dostal do sporu s prezidentem země Volodymyrem Zelenským. Opotřebovávací boje v Bachmutu, znamenající na ukrajinské straně ztráty zejména zkušených vojáků, zatímco na ruské straně se jednalo především o špatně vycvičené vězně v jednotkách Wagnerovy skupiny, byly think tankem RUSI označeny za vojenskou chybu a jako jednu z příčin neúspěchu následné ukrajinské protiofenzívy v létě 2023. Během ní se Ukrajinci i s využitím Západem dodané obrněné techniky pokoušeli na jižní frontě prorazit k Azovskému moři, čímž by přetnuli ruské jednotky na dvě části a výrazně by zhoršili jejich logistiku, ovšem byli zastaveni silným opevněním a početnými ruskými zálohami v oblasti.

#### Ozbrojené síly v krizi
V říjnu 2023 ruská armáda zaútočila na Avdijivku a v rámci širší ofenzivní kampaně postupně získávala převahu. Spory v ukrajinském velení mezi Zalužným a Zelenským ohledně obrany Avdijivky a politicky nepopulární mobilizace vedly k odvolání Zalužného a jmenování Oleksandra Syrského novým náčelníkem generálního štábu. Ukrajinské ozbrojené síly se kromě nedostatku živé síly potýkaly s kritickým nedostatkem zejména munice do dělostřeleckých a protivzdušných systémů. Nová mobilizace, která vstoupila v platnost v květnu 2024, znamenala snížení věku pro povinný odvod z 27 na 25 let. V následujících měsících se země zaměřila na odvody nezaměstnaných a neplatících daně, přetrvávající nedostatek však zároveň vedl k úvahám o mobilizaci dalších až 160 tisících lidí v roce 2025.
Zrychlený ruský postup ve směru na Pokrovsk nezastavil ani překvapivý ukrajinský vpád do Kurské oblasti od srpna 2024, který někteří kritici vyhodnotili z ukrajinské strany jako plýtvání nedostatkovými zdroji. Zásadní efekt pro vývoj na frontě neznamenalo ani dodání prvních stíhacích letounů F-16 pro ukrajinské letectvo v létě 2024. Země se navíc i nadále marně pokoušela získat z Německa střely s plochou dráhou letu KEPD 350 (Taurus) nebo povolení ze strany Spojených států amerických pro údery střelami ATCMS a Storm Shadow na ruském území, jež bylo nakonec uděleno v polovině listopadu.
Nedostatek vojáků pokračoval i na počátku roku 2025. Skandál vyvolaly zejména masové dezerce z Francií vyzbrojené a vycvičené 155. brigády "Anna Kyjevská", kterou před nasazením opustilo celkem zhruba 1 700 vojáků z plánovaných 5 800 a část zbývajících příslušníků následně byla odeslána k jiným brigádám. Dle bývalého důstojníka ukrajinských ozbrojených sil, vystupujícího pod jménem Tatarigami, však příklad 155. brigády pouze vynesl na povrch systémové problémy: nedostatečný nábor a časově neohraničená doba nasazení, organizační problémy s velením a nedostatečná odpovědnost veltelů, falešná hlášení o situaci na bojišti, nedostatečná a pozdní podpora Západu, nedostatečná komunikace směrem k veřejnosti a nejasné cíle. Podle něj tím trpěla ochota nových rekrutů bojovat, neboť v aktuální situaci jedinými cestami k demobilizaci byla dezerce, smrt nebo vážné zranění konkrétního vojáka.

#### Snahy o zefektivnění
Na počátku roku 2025 Ukrajina zahájila kroky k zefektivnění fungování ozbrojených sil. Zásadním krokem byla změna organizační struktura, kdy nad úrovní brigád začala bez mezistupně v podobě divizí formovat armádní sbory, kterých by mělo být nově 20-26 a které by měly být tvořeny okolo již existujících zkušených jednotek. Důležitou roli ve stabilizaci neutěšené situace na bojišti hrálo i jmenování zkušeného Mychajla Drapatého velitelem pozemních sil, jenž post zastával od listopadu 2024 do června 2025. Zatímco na podzim 2024 se zdálo, že Rusové mohou obsadit minimálně Pokrovsk, ne-li celé oblasti na východě Ukrajiny, během následujících měsíců se jim i díky roli Drapatého nepodařilo prakticky postoupit a Ukrajina přešla do lokálních protiútoků.

#### Ztráty
Válečný konflikt s Ruskem, trvající od února 2022, měl na ukrajinské ozbrojené síly zásadní dopad. Přestože Ukrajinci nezvěřejňovali své ztráty, v srpnu 2023 dle amerických odhadů pro deník The New York Times dosáhly zhruba 70 tisíc mrtvých a 100-120 tisíc zraněných. Prezident Zelenskyj v prosinci 2024 přiznal ztrátu 43 tisíc zabitých a 370 tisíc zraněných vojáků, z nichž se však údajně polovina znovu vrátila později do boje. Dle údajů z otevřených zdrojů padlo do prosince minimálně 60 435 vojáků, novinář Jurij Butusov hovořil o 70 tisících padlých a dalších 35 tisících nezvěstných ukrajinských vojáků.
Potvrzené ztráty těžké techniky (včetně poškozené) dle projektu Oryx k 11. červenci 2025 činily celkem 9 330 kusů, z toho 1 213 tanků, 1 414 bojových vozidel pěchoty, 1 031 obrněných transportérů, 242 tažených děl, 596 samohybných děl, 88 salvových raketometů, 109 letadel, 52 vrtulníků a 41 válečných lodí.

#### Západní pomoc
Přestože západní pomoc v dodávkách těžké techniky Ukrajině byla po zahájení ruské invaze váhavá, již na jaře 2022 tuto neochotu prolomila Česká republika dodávkou desítek starších tanků T-72M1 a bojových vozidel pěchoty BVP-1. Postupně na Ukrajinu začala proudit i modernější západní technika. Celkově bylo do července 2025 dodáno či alespoň slíbeno přes 1 050 tanků, 1 440 bojových vozidel pěchoty, 4 380 obrněných transportérů, 8 100 lehkých obrněných vozidel, 440 tažených děl, 790 samohybných děl, přes 20 baterií protivzdušné obrany, 120 letadel a 90 vrtulníků a množství další techniky. Zásadně očekávány byly zejména západní stíhací letouny, z nichž Ukrajinci do léta 2025 obdrželi více než 40 strojů F-16 a několik Mirage 2000.
Zároveň byly ozbrojené síly Ukrajiny závislé i na západních dodávkách munice. Zásadní pro bojeschopnost země byla zejména tzv. česká muniční iniciativa, v jejímž rámci ČR ve světě zajistila pro ukrajinské potřeby od roku 2024 zhruba 1,5 milionu kusů dělostřelecké munice.

## Působnost
Podle zákona mohou být zapojeny do provádění opatření v rámci právního režimu stanného práva a stavu nouze, boje proti terorismu a pirátství, posílení ochrany státní hranice, svrchovaného práva Ukrajiny ve své výlučně (námořní) ekonomické zóně a kontinentálního šelfu Ukrajiny a jejich právní registrace, boje proti pašování zbraní, omamných a psychotropních látek, odstranění následků přírodních a člověkem způsobených katastrof, poskytnutí vojenské pomoci jiným státům, jakož i účast v mezinárodní vojenské spolupráci, mezinárodní protiteroristické, protipirátské a jiné mezinárodní operaci k zachování míru a bezpečí na základě mezinárodních smluv Ukrajiny a za podmínek stanovených zákony Ukrajiny.[zdroj?]

## Struktura

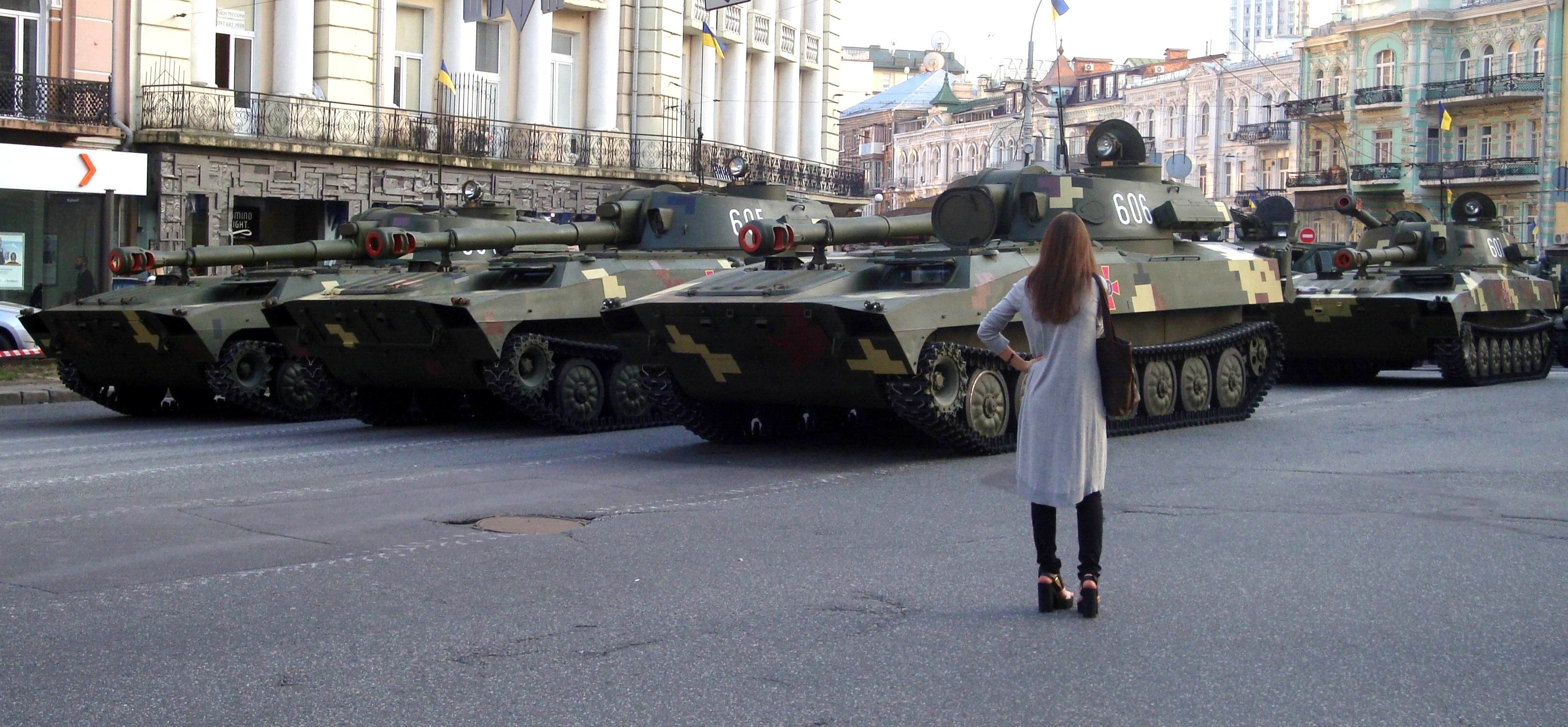
Kyjev, vojenská přehlídka, srpen 2016

Ukrajinská armáda je podřízená velení Generálního štábu.
Organizačně se Ozbrojené síly Ukrajiny skládají z vojenského velení, formací, vojenských útvarů, vojenských vzdělávacích institucí, spolku a organizací. Do ukrajinské armády také patří sdružení, formace, vojenské útvary, vojenské vzdělávací instituce a organizace, které nepatří do výše uvedených skupin.
Ozbrojené síly Ukrajiny se dělí na pozemní síly (Cухопутні Війська, Suchoputni vijska), vojenské letectvo (Повітряні Сили України, Povitrjani syly Ukrajiny) a námořnictvo (Військово-Морські Сили України, Vijskovo-morski syly Ukrajiny). Ukrajinskou armádu celkem tvoří zhruba 730 tisíc vojáků, z toho 500 tisíc v pozemních silách, 40 tisíc v námořnictvu, 35 tisíc ve vzdušných silách, 45 tisíc tvoří výsadkové jednotky, 5 tisíc speciální jednotky a 100 tisíc síly územní obrany.
Většina využívané techniky pochází ještě z dob Sovětského svazu, nebo se jedná o modernizované verze těchto starších vzorů, které vyrábí poměrně silný ukrajinský vojenský průmysl (například se jedná o tanky T-84 Oplot, transportéry BTR-4 a transportní letadla Antonov An-70).